# Coșești
Coșești est une commune roumaine située dans le județ d'Argeș.